# Зевалово
Зевалово — деревня в городском округе Ступино Московской области России. 
До 2017 года входило в состав Аксиньинского сельского поселения, до 2006 года — в Мещеринский сельский округ).

## География
Зевалово расположено в северо-восточной части района, на безымянном малом ручье бассейна реки Северка, высота центра деревни над уровнем моря — 143 м.
В Зевалово на 2015 год 3 улицы.
Ближайшие населённые пункты: Городня в 1 км западнее, Шманаево в 2 км на юг и Подмалинки Коломенского района — в 2,5 км на юго-восток.

## История
Согласно книге переписной 1709 года посадских людей, кирпичников г. Коломны, помещичьих крестьян Большого Микулина, Комаревского, Похрянского, Песоченского, Боршевского, Усмерского, Левиченского, Скулневского, Каневского, Маковского, Деревенского станов, Раменской, Крутинской, Мезинской, Дарицкой, Мещерской, Алексеевской волостей Коломенского уезда (фонд 350 опись 195 дело 1), деревня принадлежала стольнику Владимиру Петровичу Шереметеву.
Согласно ревизской сказке 1832 года (ЦГАМ фонд 51 опись 18 дело 242) — 580 человек. Деревня принадлежала помещику статскому советнику и кавалеру Александру Ивановичу Янишу.
Согласно Ревизской сказке № 10 1858 года (ЦГАМ фонд 51 опись 8 дело 726) — 561 человек. Деревня принадлежала помещице Титулярной Советнице Каролине Карловне Павловой (Яниш).

## Население
| 2002 | 2006 | 2010 |
| ---- | ---- | ---- |
| 60   | ↘47  | ↘41  |

### Историческая численность населения
| год     | 1858 (р.с.) | 1856 | 1832 (р.с.) | 1744 | 1743 | 1740 |
| ------- | ----------- | ---- | ----------- | ---- | ---- | ---- |
| человек | 561         | 523  | 580         | 161  | 159  | 160  |

## Религия
Приход Храма святого Николая Чудотворца в селе Федоровское . До 1804 года церковь Успения пресвятой Богородицы.
В 1754 году вместо бывшего деревянного храма Николая Чудотворца был возведен на средства А. Ф. Шереметева белокаменный храм в стиле барокко. К храму на XVIII—XIX веков была пристроена колокольня. А в 1898—1910 годах возле церкви была построена трапезная с Федоровским и Успенским приделами. В 1930-х годах церковь была закрыта. В 1993 году храм Николая Чудотворца был возвращен верующим и отремонтирован.
Престолы: Николая Чудотворца, Феодоровской иконы Божией Матери, Успения Пресвятой Богородицы

### Богослужения
Богослужения в храме совершаются в пятницу вечером, субботу утром и в дни Великих и Двунадесятых Праздников, в Престольные Праздники. Вечерние богослужения — всенощное бдение под праздничные дни, утреня в пятницу. В дни Двунадесятых и других праздников читаются или поются соответствующие дню акафисты. Также ежедневно в 18.00 совершается Акафист свт. Николаю Мирликийскому. Начало вечерних богослужений в 18.00. Утренние богослужения состоят из Литургии. Начало утренних богослужений в 8.00. В дни Великого Поста богослужения совершаются согласно Уставу.

## Транспорт
На окраине Зевалово находится остановочный пункт на Большом кольце Московской железной дороги Лесные Дары.